# رابرت بوید (انسان‌شناس)
رابرت بوید (انگلیسی: Robert Boyd; ۱۱ فوریهٔ ۱۹۴۸ – ) دانشمند در زمینه انسان‌شناسی اهل ایالات متحده آمریکا بود.
وی همچنین برندهٔ جوایزی همچون کمک‌هزینه گوگنهایم شده‌است.